# Sebastian Urzendowsky
Sebastian Urzendowsky (Berlino, 28 maggio 1985) è un attore tedesco.

## Biografia
Urzendowsky è stato notato durante la sua carriera scolastica e ha fatto il suo debutto nel mondo del cinema recitando nel film del 1998 Paul Is Dead di Hendrik Handloegten, nel ruolo del protagonista Tobias. Da allora ha interpretato numerosi ruoli in televisione, inoltre ha recitato nei film Der Felsen, Ein Leben lang kurze Hosen tragen (2002), Luci lontane, Im Schatten der Macht (2003), Il falsario - Operazione Bernhard (2007), Anonyma - Eine Frau in Berlin, Guter Junge (2008). Nell'ottobre del 2009 ha concluso i suoi studi di recitazione presso l'Universität der Künste. Nel 2011 ha recitato nel film statunitense The Way Back diretto da Peter Weir, accanto a Colin Farrell e Ed Harris. Nello stesso anno ha interpretato il ruolo di co-protagonista nel film francese Un amore di gioventù di Mia Hansen-Løve.

## Filmografia

### Attore

#### Cinema
- Paul Is Dead, regia di Hendrik Handloegten (2000)
- Der Zimmerspringbrunnen, regia di Peter Timm (2001)
- Der Felsen, regia di Dominik Graf (2002)
- Ein Leben lang kurze Hosen tragen, regia di Kai S. Pieck (2002)
- Luci lontane (Lichter), regia di Hans-Christian Schmid (2003)
- Die Gelegenheit, regia di Benjamin Heisenberg – cortometraggio (2004)
- Hofmann und Söhne, regia di Jens Christian Börner – cortometraggio (2005)
- Nimm dir dein Leben, regia di Sabine Michel (2005)
- Salige, regia di Peter Folie – cortometraggio (2006)
- Pingpong, regia di Matthias Luthardt (2006)
- Schwesterherz, regia di Ed Herzog (2006)
- Il falsario - Operazione Bernhard (Die Fälscher), regia di Stefan Ruzowitzky (2007)
- Anonyma - Eine Frau in Berlin, regia di Max Färberböck (2008)
- Es kommt der Tag, regia di Susanne Schneider (2009)
- Berlin 36, regia di Kaspar Heidelbach (2009)
- Die blaue Periode, regia di Sergej Moya – cortometraggio (2010)
- The Way Back, regia di Peter Weir (2010)
- Warisover, regia di Carlos Andrés Morelli – cortometraggio (2010)
- Un amore di gioventù (Un amour de jeunesse), regia di Mia Hansen-Løve (2011)
- Vor Dir, regia di Janin Halisch – cortometraggio (2012)
- Viharsarok, regia di Ádám Császi (2014)
- Backpack, regia di Thorsten Wenning (2014)
- Daheim, regia di Kai Wido Meyer - cortometraggio (2015)
- Elixir, regia di Brodie Higgs (2015)
- All Things Shining, regia di Sorel França - cortometraggio (2015)
- Point du jour, regia di Nicolas Mesdom - cortometraggio (2015)
- Ihr Sohn, regia di Katharina Woll - cortometraggio (2015)
- Stadtlandliebe, regia di Marco Kreuzpaintner (2016)
- Lass uns abhauen, regia di Isa Micklitza (2018)
- Jessica Forever, regia di Caroline Poggi e Jonathan Vinel (2018)
- Es gilt das gesprochene Wort, regia di Ilker Çatak (2019)
- L'oiseau de paradis, regia di Paul Manate (2020)
- Sabbatical, regia di Judith Angerbauer (2024)

#### Televisione
- Ciao dottore! (Hallo, Onkel Doc!) – serie TV, 1 episodio (1998)
- Tatort – serie TV, 1 episodio (2001)
- Schimanski sul luogo del delitto (Schimanski) – serie TV, 1 episodio (2002)
- Im Schatten der Macht, regia di Oliver Storz – film TV (2003)
- Das blaue Wunder, regia di Peter Kahane – film TV (2004)
- Drei Schwestern made in Germany, regia di Oliver Storz – film TV (2006)
- Blackout - Die Erinnerung ist tödlich, regia di Peter Keglevic – miniserie TV, 3 episodi (2006)
- Einfache Leute, regia di Thorsten Näter – film TV (2007)
- Teufelsbraten, regia di Hermine Huntgeburth – film TV (2007)
- Guter Junge, regia di Torsten C. Fischer – film TV (2008)
- Eine Minute Freiheit, regia di David Nawrath – cortometraggio TV (2008)
- Schurkenstück, regia di Torsten C. Fischer – film TV (2010)
- Polizeiruf 110 – serie TV, 1 episodio (2011)
- Der Turm, regia di Christian Schwochow – film TV (2012)
- Unsere Mütter, unsere Väter, regia di Philipp Kadelbach – miniserie TV, 1 episodio (2013) Non accreditato
- I Borgia (Borgia) – serie TV, 6 episodi (2013)
- Löwenzahn – serie TV, 1 episodio (2013)
- Der Staatsanwalt – serie TV, 1 episodio (2015)
- Squadra Speciale Colonia (SOKO Köln) – serie TV, 1 episodio (2015)
- Kommissarin Heller – serie TV, 1 episodio (2016)
- Mitten in Deutschland: NSU, regia di Christian Schwochow, Züli Aladag e Florian Cossen – miniserie TV, 2 episodi (2016)
- Helen Dorn – serie TV, 1 episodio (2017)
- Honigfrauen, regia di Ben Verbong – miniserie TV, 2 episodi (2017)
- Guerrilla, regia di John Ridley e Sam Miller – miniserie TV, 3 episodi (2017)
- Der Richter, regia di Markus Imboden – film TV (2018)
- Dengler – serie TV, 1 episodio (2019)
- Babylon Berlin – serie TV, 23 episodi (2017-2022)
- Il disertore (Der Überläufer), regia di Florian Gallenberger – film TV (2020)
- Stubbe - Tödliche Hilfe, regia di Andreas Herzog – film TV (2021)
- Noi, i ragazzi dello zoo di Berlino (Wir Kinder vom Bahnhof Zoo) – serie TV, 8 episodi (2021)
- The Allegation – serie TV, 5 episodi (2021)
- Die nettesten Menschen der Welt, regia di Alexander Adolph – miniserie TV (2023)

### Regista
- Fahrerflucht – cortometraggio (2012)

### Sceneggiatore
- Fahrerflucht, regia di Sebastian Urzendowsky – cortometraggio (2012)

## Riconoscimenti
- 2010 – Max Ophüls Festival
  - Miglior giovane attore per Berlin '36

- 2012 – Bambi Awards
  - Reader's Choice per Der Turm (con Jan Josef Liefers, Claudia Michelsen e Nadja Uhl)

- 2012 – Günter Strack TV Award
  - Nomination Miglior giovane attore per Polizeiruf 110 (per l'episodio "Denn sie wissen nicht, was sie tun")

- 2012 – Hessian TV Award
  - Nomination Miglior attore per Der Turm

- 2013 – Grimme Award
  - Adolf Grimme Award per Der Turm (con Thomas Kirchner, Christian Schwochow, Lars Lange, Jan Josef Liefers e Claudia Michelsen)